# Ahmed Afif
Ahmed Afif (6 de enero de 1967) es un político y banquero seychellense que se desempeña como el actual vicepresidente de Seychelles desde el 27 de octubre de 2020.

## Biografía
Ahmed Afif nació en la isla de Mahé (Seychelles). Es hijo de Abdulla Afif, y es de ascendencia maldiva; su padre fue presidente de la República de Suvadiva de 1959 a 1963. Afif se graduó de la Universidad de Warwick en matemáticas, búsqueda operacional, estadística y economía. Sirvió como de presidente de NouvoBanq Seychelles y el Banco de Ahorros de Seychelles.
Fue elegido por primera vez para la Asamblea Nacional en 2006 por el Distrito de Anse Etoile. En 2015, se unió al partido Alianza Seychellense y participó como compañero de fórmula de Patrick Pillay en las elecciones presidenciales de ese año. Alianza Seychellense se unió a Linyon Demokratik Seselwa para las elecciones de 2016. En 2018, Afif fue elegido como vicepresidente de la Asamblea Nacional de Seychelles.
El 27 de octubre de 2020, después la victoria del LDS en las elecciones presidenciales, Afif juró como vicepresidente. El 4 de noviembre de 2020, se asignaron a Afif los ministerios de Tecnologías de la Información y de Comunicaciones de la Información.